# Arche de la Liberté du Peuple ukrainien
L'arche de la Liberté du Peuple ukrainien (en ukrainien : aрка свободи українського народу, romanisé : arka svobody ukraïnskoho narodu), anciennement arche de l'amitié entre les peuples (en ukrainien : aрка дружби народів) et arche commémorative de l'amitié des peuples, est un monument datant de l'ère soviétique situé au bord du Dniepr, à Kiev, capitale de l'Ukraine.
L'ensemble du monument est inauguré en 1982 sous le régime soviétique. À la suite de l'invasion de l'Ukraine par la Russie, par décision de la mairie de Kiev, les statues en bronze représentant deux personnages russe et ukrainien sont détruites, tandis que l'arche est rebaptisée en « arche de la Liberté du Peuple ukrainien » et éclairée aux couleurs du pays. 

## Description
C'est une arche de grande taille, d'un diamètre de 50 mètres et d'une hauteur de 35 mètres, construite en un alliage à base de titane, accompagnée d'une stèle en granit représentant le traité de Pereïaslav de 1654 et d'une statue en bronze représentant deux travailleurs, un ukrainien et un russe,. 
Elle s'inscrit dans une série de monuments ponctuant la ligne des collines escarpées des rives du Dniepr, avec de l'amont vers l'aval, le monument à saint Vladimir, le monument aux droits de Magdebourg, l'arche elle-même, le monument aux morts de la Seconde Guerre mondiale et la statue de la Mère-Patrie. Le long de cet axe s'élèvent également des monuments religieux comme le monastère Saint-Cyrille, l'église Saint-André, le monastère Saint-Michel-au-Dôme-d'Or, la tombe d'Askold, la laure des Grottes de Kiev et le monastère Saint-Michel-de-Vydoubytch. Le pont de Verre construit en 2019 relie certains des sites entre eux et notamment l'arche au parc Vladimiro.

## Histoire

### Période soviétique
Sa construction commence en 1978 et l'arche est inaugurée en 1982 par Volodymyr Chtcherbytskiï, secrétaire général du Parti communiste d'Ukraine pour célébrer l'amitié entre le peuple ukrainien et le peuple russe, célébrer le 60e anniversaire de la formation de l'Union soviétique ainsi que les 1 500 ans de la ville de Kiev.

### Ukraine indépendante
Le 20 mai 2016, le gouvernement ukrainien annonce son intention de démanteler l'arche dans le cadre de ses lois de décommunisation. À sa place, un mémorial dédié aux vétérans de la guerre du Donbass est alors prévu,. Le directeur de l'Institut ukrainien de la mémoire nationale Volodymyr Viatrovytch déclare en février 2018, qu'un « groupe sculpté » du monument devrait être retiré conformément aux lois de décommunisation. 
Après la victoire de l'Ukraine à l'Eurovision 2016, et pour l'organisation de l'Eurovision 2017 dans la ville de Kiev, l'Arche est temporairement repeinte aux couleurs de l'arc-en-ciel et renommée Arche de la diversité (nom basé sur le slogan Celebrate Diversity). Elle devient le symbole de la marche de la fierté de Kiev et a est illuminée en arc-en-ciel la nuit,. 
En 2018, des militants des droits de l'homme apposent un autocollant qui s'annonçait temporaire mais qui reste aujourd'hui présent sur l'arche, en signe de soutien aux prisonniers politiques détenus illégalement en Russie et en Crimée annexée. L'autocollant s'apparente à une fissure sur l'arche, mais ressemble également visuellement à un éclair. Selon les organisateurs, l'action vise à attirer l'attention sur le sort des citoyens ukrainiens, ainsi qu'à exhorter tout le monde à faire le maximum d'efforts pour libérer les prisonniers politiques en Russie,. 

### Démantèlement
Après l'Invasion de l'Ukraine par la Russie, l'arche fait partie des 60 monuments que le conseil municipal de Kiev prévoit de supprimer. Le 25 avril 2022, le maire de Kiev, Vitali Klitschko, annonce le retrait de la partie sculpturale du monument ayant perdu sa signification idéologique. Le lendemain, lors du démontage du groupe central en bronze, la tête d'une figure symbolisant un Russe tombe sur le sol,. L'un des concepteurs du monument, Serhiy Myrhorodsky, se déclare d'accord avec le démantèlement de celui-ci.
Le 14 mai suivant, sur proposition du maire, le conseil municipal décide de renommer le monument « Arche de la Liberté du Peuple ukrainien »,,.

La statue en bronze.